# Derrière l'horizon
Derrière l’horizon (Beyond the Horizon) est une pièce de théâtre par le dramaturge américain Eugene O'Neill. Il s'agit de la première œuvre majeure d’O'Neill, avec laquelle il a également remporté le Prix Pulitzer du théâtre en 1920.
La pièce met l'accent sur la description des relations dans une famille, en particulier celle des deux frères, Andrew et Robert. Dans le premier acte, Robert est au point de partir à la mer avec son oncle Dick, un capitaine de la marine, tandis qu'Andrew est impatient de se marier avec sa bien-aimée Ruth et espère bientôt pouvoir travailler à la ferme familiale pour gagner son indépendance.

## Adaptation pour le film
La pièce a été adaptée en 1975 pour un téléfilm, réalisé par Michael Kahn et Rick Hause, qui a été diffusé sur la chaîne PBS.

## Reprise de la pièce
Beyond the Horizon a été reprise par Royal & Derngate à Northampton en novembre 2009. Cette production a ensuite été transférée à Londres au National Theatre en mars 2010.